# Pokolj kod Dolphinariuma
Pokolj kod Dolphinariuma (hebrejski הפיגוע בדולפינריום) odnosi se na incident tijekom Druge Intifade kada je palestinski teroristički samoubilački napad u redu za čekanje ispred diskoteke Dolphinarium u Tel Avivu, Izraelu, u subotu 1. lipnja 2001. u 23:30 sata, odnio živote 21 osobe (17 je odmah poginulo, četvero je preminulo u bolnici), a preko 100 je ranjeno. Bombaš samoubojica bio je Saeed Hotari, koji se bombom raznio pred ulazom. Hamas je kasnije prozvan krivim za tragediju.
IDF je zatvorio sve izlaze prema Zapadnoj obali i Pojasu Gaze a sigurnosni dužnosnici su pozvali sve palestinske radnike da se vrate svojim domovima na svoj teritorij. Hassan Abdel Rahman, predstavnik Organizacie za oslobođenje Palestine, osudio je napad, ali je dodao napomenuo da se "Palestinska samouprava ne može kriviti zbog nedjela jednog čovjeka" te da "se napad dogodio u Tel Avivu, koji je pod izraelskim nadzorom, a ne palestinskim". SAD je izvršio pritisak na izraelsku vladu kako bi se suzdržala od vojne akcije. Jaser Arafat, vođa palestinske samouprave, osudio je napad na civile. 

## Žrtve
Sveukupno je poginuo 21 izraelski civil, većinom tinejdžeri iz bivšeg Sovjetskog Saveza:
- Maria Tagiltseva, 14
- Yevgeniya Dorfman, 15
- Raisa Nemirovskaya, 15
- Yulia Sklyanik, 15
- Ana Kazachkova, 15
- Katherine Kastinyada, 15
- Irina Nepomnyashaya, 16
- Mariana Medvedenko, 16
- Yulia Nalimova, 16
- Liana Saakyan, 16
- Marina Berkovskaya, 17
- Simona Rudina, 17
- Alexei Lupalo, 17
- Yelena Nalimova, 18
- Irina Osadchaya, 18
- Ilya Gutman, 19
- Sergei Panchenko, 20
- Roman Dzhanashvili, 21
- Diaz Nurmanov, 21
- Jan Bloom, 25
- Uri Shachar, 32

## Vanjske poveznice
|  | Zajednički poslužitelj ima još gradiva o temi Dolphinarium Massacre |

- Očevici pričaju o događaju
- Slike žrtava